# 1051. grenadirski polk (Wehrmacht)
1051. grenadirski polk (izvirno nemško 1051. Grenadier-Regiment; kratica 1051. GR) je bil pehotni polk Heera v času druge svetovne vojne.

## Zgodovina
Polk je bil ustanovljen 10. februarja 1944 kot del 84. pehotne divizije.